# Peter Toš
Peter Toš, slovenski veleposlanik, * 29. junij 1939 Celje (tedaj Dravska banovina, Kraljevina Jugoslavija), † julij 2022.

## Odlikovanja in nagrade
Leta 2000 je prejel častni znak svobode Republike Slovenije z naslednjo utemeljitvijo: »za požrtvovalno delo v dobro slovenske države«.